# Friederike Sophie Seyler
Friederike Sophie Seyler (1738, Dresde - 22 de noviembre de 1789, Schleswig ; née Sparmann, anteriormente casada con Hensel) fue una actriz, dramaturga y libretista alemana. Junto a Friederike Caroline Neuber, fue ampliamente considerada la mejor actriz de Alemania del siglo XVIII; Gotthold Ephraim Lessing la describió en su Dramaturgia de Hamburgo como "indiscutiblemente una de las mejores actrices que el teatro alemán jamás haya visto".
La nieta del famoso arquitecto Matthäus Daniel Pöppelmann, se escapó de un tío abusivo bajo la amenaza de un matrimonio forzado para unirse al teatro a la edad de dieciséis años en 1754. Se estableció como una de las actrices más importantes de Alemania en la década de 1760 y fue aclamada por su interpretación de heroínas apasionadas, majestuosas y trágicas. Desde 1767 se asoció profesional y personalmente con el director de teatro Abel Seyler, con quien se casó en 1772, como la actriz principal del Teatro Nacional de Hamburgo y más tarde de la Compañía de Teatro Seyler. Con Seyler llevó una vida itinerante hasta su muerte, actuando ampliamente en todo el reino de habla alemana. También permaneció durante varios períodos en el Burgtheater de Viena entre 1757 y 1772. Estuvo asociada con todos los principales teatros de su época: Hamburgo, Viena, Weimar, Gotha y Mannheim.
Es considerada como una de las dramaturgas más importantes del siglo XVIII, y su renombre como actriz contribuyó a la popularidad de sus obras. Su libreto para la ópera Oberon (originalmente titulado Huon y Amanda) fue una gran inspiración para el libreto de Emanuel Schikaneder para la ópera The Magic Flute ; una versión ligeramente adaptada de la ópera de Seyler fue la primera ópera interpretada por la compañía de Schikaneder en su nuevo teatro, el Theater auf der Wieden, y estableció una tradición dentro de la compañía Schikaneder de óperas de cuento de hadas que culminaría dos años después en The Magic Flute, que compartió varias tramas, personajes y cantantes con Seyler's Oberon.

## Primeros años
Nació con el nombre de Friederike Sophie Sparmann en Dresde, la única hija del doctor Johann Wilhelm Sparmann y Luise Catharina Pöppelmann; su abuelo fue el famoso arquitecto Matthäus Daniel Pöppelmann. Ella vino de un hogar roto; sus padres se divorciaron cuando ella tenía once años y su madre se unió a un convento. A los doce años fue enviada a vivir con un tío materno abusivo, que la trató tan mal que se escapó a otro pariente, que ya murió en 1753. Para escapar de un matrimonio arreglado que su tío había establecido, ella huyó de él para unirse al teatro a la edad de dieciséis años en 1754.

## Carrera
En 1754 se unió a la compañía de Harlekin Kirsch. En 1755, a los diecisiete años, se casó con un compañero actor, Johann Gottlieb Hensel, de 27 años (1728-1787), y a fines de 1755 ambos se unieron a la compañía de Franz Schuch en Breslau, donde se ganó elogios como actriz. En 1757 se unieron a la compañía de Konrad Ernst Ackermann en Hamburgo. Más tarde, en 1757, fue a Viena para actuar en el Burgtheater, a pesar de haber firmado un contrato de un año con Ackermann. Desde ese momento, ella vivió separada de su esposo, y luego se divorciaron formalmente. Hasta 1765 actuó en Viena, Frankfurt y Hildburghausen. Por un tiempo contempló dejar de actuar debido a una enfermedad, pero finalmente regresó a la compañía Ackermann en Hamburgo en 1765.